# Willi Rothley
Willi Rothley (* 15. Dezember 1943 in Bottenbach) ist ein deutscher Politiker (SPD).

## Leben und Beruf
Nach dem Abitur 1963 in Kaiserslautern studierte Rothley Rechtswissenschaften und Philosophie in Tübingen und Frankfurt am Main. 1974 bestand er das Assessorexamen und wurde als Rechtsanwalt zugelassen. 2003 war er Gründer und Präsident des Instituts für Europäisches Verkehrswesen in Trier.

## Politik
Rothley war von 1979 bis 1984 Mitglied des rheinland-pfälzischen Landtags. Von 1984 bis 2004 war er Abgeordneter im Europäischen Parlament. Dort war er von 1989 bis 1999 stellvertretender Vorsitzender des Ausschusses für Recht und Bürgerrechte und anschließend bis zu seinem Ausscheiden aus dem Parlament 2004 des Ausschusses für Recht und Binnenmarkt.